# Kristi Noem
Kristi Lynn Arnold Noem (/noʊm/; Watertown, Dél-Dakota, 1971. november 30. –) amerikai politikus, 2025 óta az Egyesült Államok belbiztonsági minisztere. 2019 és 2025 között Dél-Dakota 33. kormányzója. A Republikánus Párt tagja, 2011 és 2019 között Dél-Dakota egyetlen képviselőházi választókerületének képviselője, 2007 és 2011 között pedig az állam képviselőházának tagja volt a 6. kerületből. 2024 novemberében Donald Trump bejelentette, hogy Noemet jelöli belbiztonsági miniszterének.
2018-as megválasztása után Dél-Dakota első női kormányzója lett. Kormányzóként Noem a Covid19-pandémia idején országos ismertségre tett szert, mivel nem volt hajlandó a maszkviselést kötelezővé tenni.
Noem az Dél-Dakota vidéki területein él, gazda és állattenyésztő. 2022-ben közzétette első önéletrajzát Not My First Rodeo: Lessons from the Heartland címmel. Második könyve, a No Going Back (2024), visszhangot váltott ki egy kiskutyája, illetve egy kecske megöléséről szóló története miatt. Politikai nézetei erősen konzervatívak, beleértve a fegyverviselési jog erős támogatását.

## Fordítás
Ez a szócikk részben vagy egészben  a   Kristi Noem című angol Wikipédia-szócikk ezen változatának fordításán alapul.  Az eredeti cikk szerkesztőit annak laptörténete sorolja fel. Ez a jelzés csupán a megfogalmazás eredetét és a szerzői jogokat jelzi, nem szolgál a cikkben szereplő információk forrásmegjelöléseként.